# Svetište Majke dobrog savjeta
Svetište Majke dobrog savjeta nalazi se u Genazzanu u Laciju. U 15. stoljeću postalo je odredište brojnih hodočašća jer se, prema predaji, slika Gospe s djetetom čudesno odvojila od zida crkve Svetog Navještenja (Kisha mbas kalase) u Skadru, albanskom gradu, tijekom opsade osmanskih Turaka, kako bi se premjestila u današnjem svetištu Genazzano. Dana 17. ožujka 1903. papa Lav XIII . uzdigao je crkvu na dostojanstvo male bazilike.
Svetište je povjereno redu svetog Augustina. Dana 10. svibnja 2025. svetište je posjetio papa Lav XIV.